# Bayerisches Staatsschauspiel

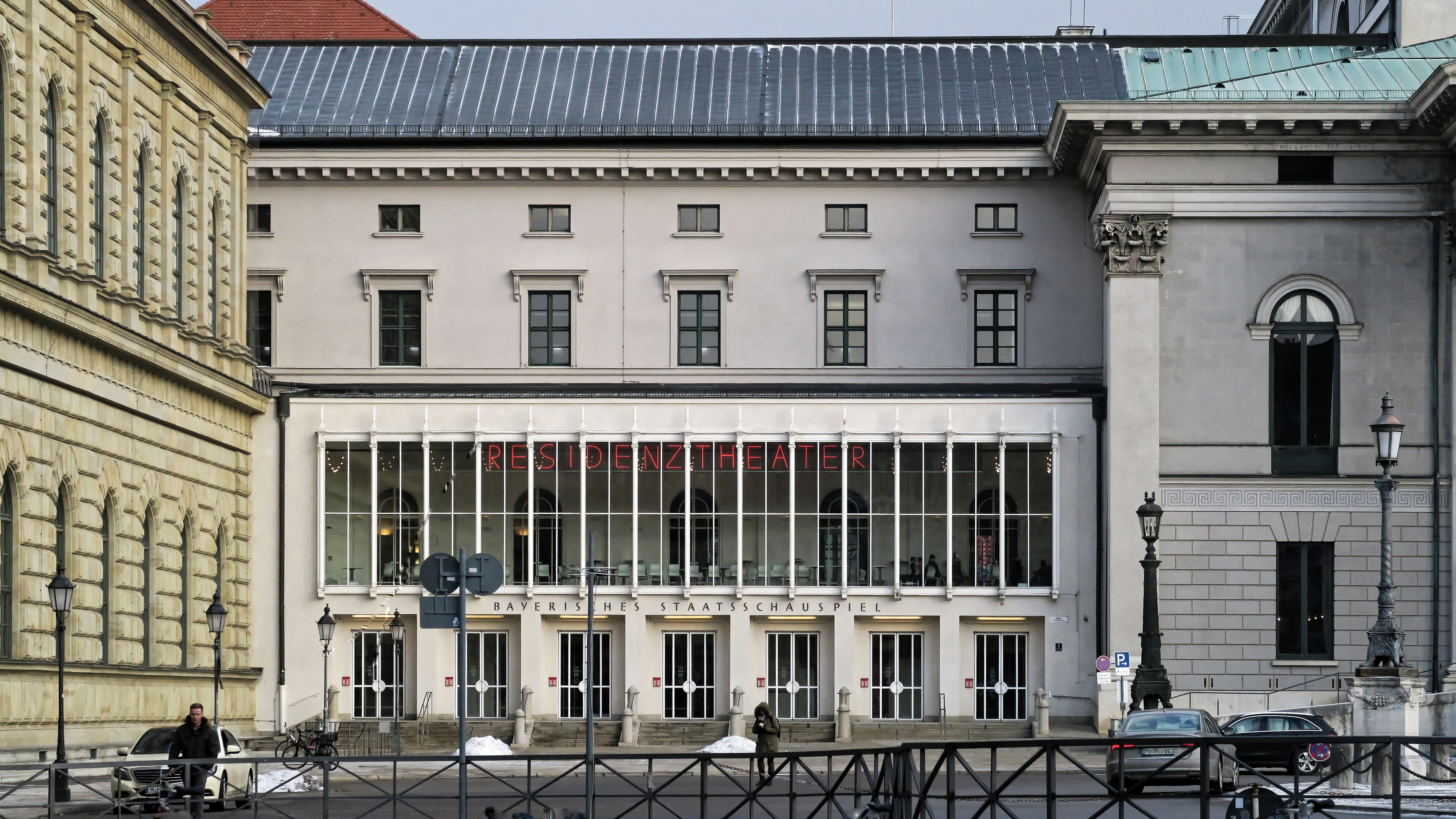
Residenztheater München, Hauptspielstätte des Bayerischen Staatsschauspiels

Das Bayerische Staatsschauspiel in München ist eines der führenden Sprechtheater Deutschlands. Seine Hauptspielstätte ist das Residenztheater am Max-Joseph-Platz. Es bildet zusammen mit der Bayerischen Staatsoper, dem Staatstheater am Gärtnerplatz und den Staatstheatern Nürnberg und Augsburg  die Bayerischen Staatstheater.

## Geschichte
Das Bayerische Staatsschauspiel, das aus dem königlichen Hoftheater hervorging, ist eines der traditionsreichsten und bedeutendsten Sprechtheater in Deutschland. Folgende Spielstätten gehören derzeit zum Staatsschauspiel: das Neue Residenztheater, das Cuvilliés-Theater (Altes Residenztheater) und der Marstall (Studio-Bühne).

### Kurfürstliches Hofschauspiel
Schon im 16. und 17. Jahrhundert waren am Hof immer wieder Schauspielertruppen aufgetreten, darunter auch die Truppe von Thomas Sackville. Im Georgssaal der Neuveste der Residenz gab es unter Kurfürst Max II. Emanuel Aufführungen insbesondere von französischen Hofschauspielern. Er schloss auch in Venedig einen Vertrag mit dem Komödienprinzipal Francesco Calderoni, dessen Schauspielergesellschaft er für die nächsten Jahre an seine Residenz holte.
1740 hat dann der auch als Bühnenbildner tätige Maler Nikolaus Gottfried Stuber unter Kurfürst Karl Albrecht diesen Georgssaal in ein modernes Logentheater verwandelt, das zehn Jahre später einem Brand zum Opfer fiel, worauf das Residenztheater entstand, das unter Hofintendant Joseph Anton von Seeau vorwiegend mit Opern bespielt wurde. Dennoch wurde unter Max III. Joseph bereits eine »National-Schaubühne« angestrebt, Seeaus Bemühungen in dieser Richtung wurden finanziell und personell unterstützt. 1775 wohnte Gotthold Ephraim Lessing der Aufführung einiger seiner Werke bei. Kurfürst Karl Theodor von der Pfalz regierte seit Ende 1777 auch in Bayern. Karl Theodor hatte in diesem Jahr seine französischen Schauspieler entlassen und in Mannheim ein deutsches Nationaltheater gegründet. Unter seiner Regierung zog dann auch die erste stehende deutsche Theatertruppe Münchens in das „Kurfürstliche Hof- und Nationaltheater“ (wie ab 1795 das Hoftheater genannt wurde) ein.

### Königliches Hofschauspiel
Mit der Erhebung Bayerns zum Königreich entstand 1806 das „Königliche Hof- und Nationaltheater“.
1831 gastierte erstmals Ferdinand Raimund mit seinen Werken und 1845 trat Johann Nestroy in einigen Rollen auf. Zur Mitte des Jahrhunderts gewann das Sprechtheater, das lange im Schatten der Oper gestanden hatte, an Bedeutung. 1852 wurde aus der Uraufführung von Hebbels Agnes Bernauer ein Skandal. Schauspielerinnen wie Marie Dahn-Hausmann oder Lilla von Bulyovsky spielten zuweilen auch bei Hof eine Rolle.
Unter Ludwig II. kam es zu Separatvorstellungen für den Monarchen im Hoftheater, auch Josef Kainz trat damals auf. Klara Ziegler hatte ebenfalls ein Engagement am Hoftheater. 1880 erwuchs aus der Uraufführung von Ibsens neuer Fassung von Nora oder Ein Puppenheim ein weiterer Skandal.
1893 wurde Ernst von Possart Generaldirektor und Intendant der königlichen Hoftheater, womit eine der glanzvollsten Perioden dieser Bühne ihren Anfang nahm. Er trat dort auch weiterhin als Schauspieler und Regisseur auf. Später gehörten Ludwig Thomas Stücke alljährlich zum Programm.

### Bayerisches Staatsschauspiel

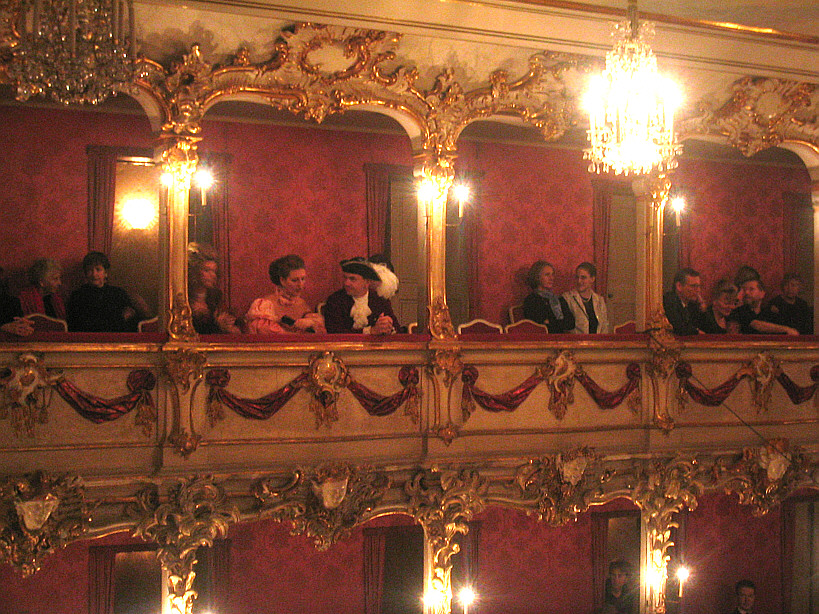
Cuvilliés-Theater (Altes Residenztheater)

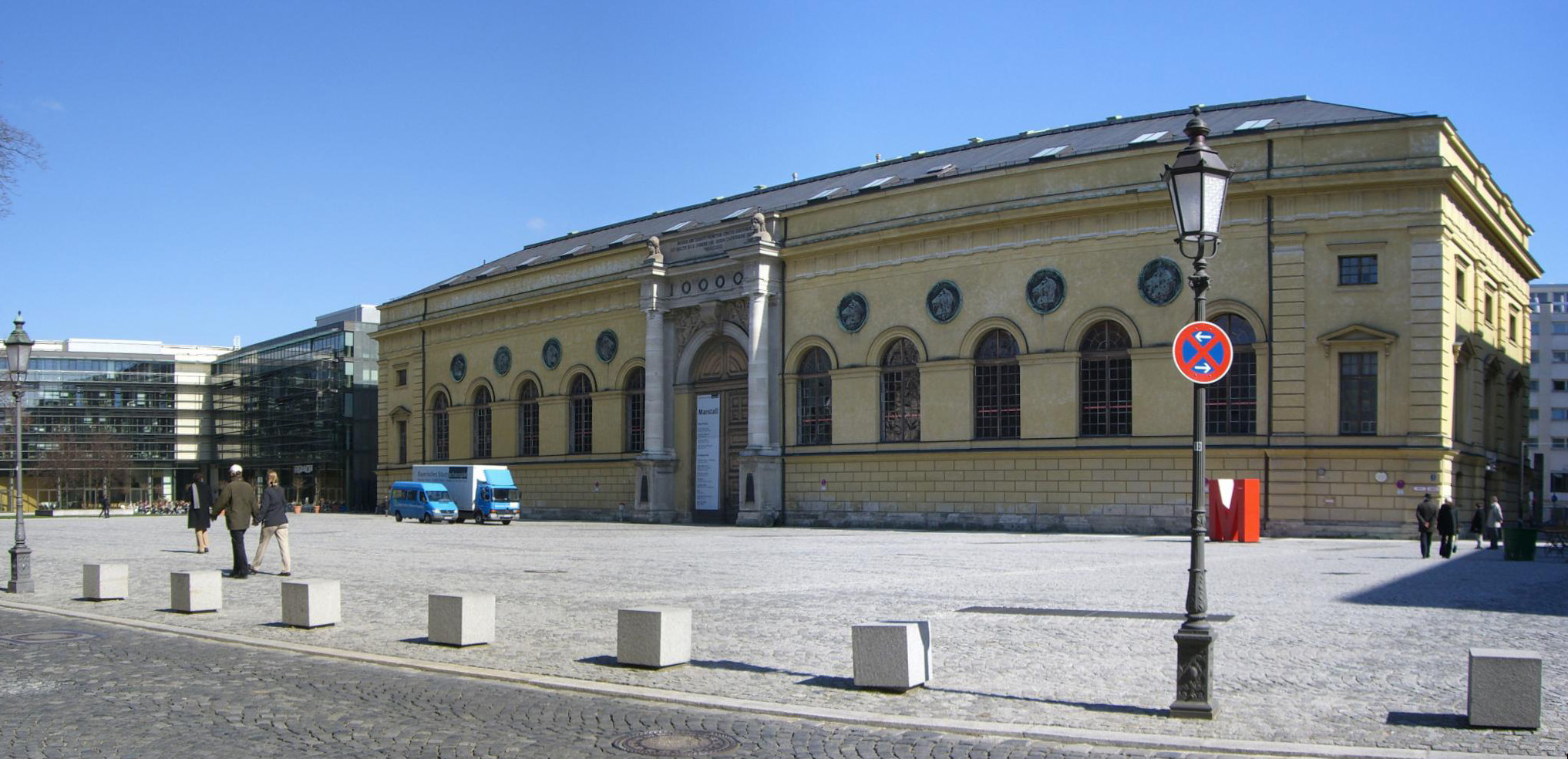
Marstall

Als die revolutionären Unruhen Ende 1918 auch München erfassten, wurde Viktor Schwanneke als Interimsdirektor an die nun Bayerische Staatstheater genannten Bühnen (Staatsoper und Staatsschauspiel) nach München zurückgeholt. Aus dem königlichen Hofschauspiel war somit das Staatsschauspiel geworden.
1921 erfolgte die Uraufführung von Hugo von Hofmannsthals Der Schwierige mit Gustl Waldau und Elisabeth Bergner, das bis 1932 im Repertoire blieb.
Nach dem Zweiten Weltkrieg erlebte das Staatsschauspiel besonders unter der Intendanz von Kurt Meisel eine Glanzzeit. Dieser schaffte es, besonders viele Münchner an das Haus zu binden. Zu seinem Ensemble zählten unter anderen Walter Schmidinger und Ingmar Bergman, der einige Jahre in München lebte, insgesamt zehn Inszenierungen umsetzte und „Szenen einer Ehe“ als Theaterfassung hier sogar 1981 uraufführte.
In den Spielzeiten 2011/2012 bis 2018/2019 wurde das Residenztheater von dem Österreicher Martin Kušej geleitet und internationale Dramatik von Shakespeare und Schiller über Ibsen bis zur Gegenwart sowie experimentelle und offene Formen wie die Theaterabende von Oliver Frljić, Milo Rau oder Bernhard Mikeska gezeigt. In dieser Zeit arbeiteten u. a. Regisseure wie Frank Castorf, David Bösch, Matjea Koležnik, Andreas Kriegenburg, Amélie Niermeyer, Tina Lanik, Anne Lenk oder Ulrich Rasche sowie zahlreiche junge Regisseure wie Robert Gerloff, Katrin Plötner oder Zino Wey am Residenztheater.
Am Residenztheater arbeiten die Hausregisseure Julia Hölscher, Thom Luz, Elsa-Sophie Jach und Nora Schlocker sowie weitere bekannte Regisseure, u. a. Stefan Bachmann, Claudia Bauer, Sebastian Baumgarten, Michał Borczuch, Joe Hill-Gibbins, Karin Henkel, Schorsch Kamerun, Peter Kastenmüller, Stephan Kimmig, Tilmann Köhler, Bastian Kraft, Daniela Kranz, Antonio Latella, Miloš Lolić, Ulrich Rasche, Georg Ringsgwandl, Michael Schachermaier, Lydia Steier und Simon Stone.
Meist wird das Bayerische Staatsschauspiel im allgemeinen Sprachgebrauch und auch in allen Publikationen mit der Spielstätte Residenztheater namentlich gleichgesetzt.

### Ensemble
Neben der Bayerischen Staatsoper und dem Gärtnerplatztheater ist das Bayerische Staatsschauspiel heute eines der drei Bayerischen Staatstheater, die in der Hauptstadt beheimatet sind. Das Ensemble von über 50 Schauspielern und 450 Mitarbeitern ist auch eines der größten Deutschlands. Es steht im Wettbewerb zu den Kammerspielen der Stadt München, die ebenfalls zu den wichtigsten Sprechtheatern des deutschen Sprachraumes gehören.
Zu dem Ensemble des Residenztheaters gehören viele bekannte Schauspieler: Liliane Amuat, Anna Bardavelidze, Benito Bause, Mareike Beykirch, Patrick Bimazubute, Inge Birkmann, Sibylle Canonica, Carolin Conrad, Valentino Dalle Mura, Robert Dölle, Christoph Franken, Vincent Glander, Michael Goldberg, Evelyne Gugolz, Franziska Hackl, Pia Händler, Isabell Antonia Höckel, Steffen Höld, Barbara Horvath, Florian Jahr, Katja Jung, Nicola Kirsch, Juliane Köhler, Thomas Lettow, Vincent zur Linden, Florian von Manteuffel, Nicola Mastroberardino, Max Mayer, Barbara Melzl, Niklas Mitteregger, Antonia Münchow, Delschad Numan Khorschid, Johannes Nussbaum, Thomas Reisinger, Vassilissa Reznikoff, Max Rothbart, Lukas Rüppel, Noah Saavedra, Pujan Sadri, Hanna Scheibe, Myriam Schröder, Charlotte Schwab, Lisa Stiegler, Oliver Stokowski, Cathrin Störmer, Thiemo Strutzenberger, Moritz von Treuenfels, Michael Wächter, Ulrike Willenbacher, Simon Zagermann.

### Intendanten (Auswahl)
1824 bis 1833 Johann Nepomuk von Poißl, 1833 bis 1842 Karl Theodor von Küstner, 1842 bis 1844 Eduard von Yrsch, 1844 bis 1851 August von Frays, 1851 bis 1857 Franz von Dingelstedt, 1868 bis 1892 
Karl von Perfall, 1894 bis 1905 Ernst von Possart, 1938 bis 1945 Alexander Golling, 1945 bis 1948 Paul Verhoeven, 1948 bis 1953 Alois Johannes Lippl, 1953 bis 1958 Kurt Horwitz, 1958 bis 1972 Helmut Henrichs, 1972 bis 1983 Kurt Meisel, 1983 bis 1986 Frank Baumbauer, 1986 bis 1993 Günther Beelitz, 1993 bis 2001 Eberhard Witt, 2001 bis 2011 Dieter Dorn, 2011 bis 2019 Martin Kušej.
Seit 2019 ist Andreas Beck Intendant. Das Residenztheater unter seiner künstlerischen Leitung steht für ein Ensembletheater, das den Schwerpunkt auf zeitgenössische Dramatik mit Uraufführungen und Neudichtungen neben der Pflege eines klassischen Repertoires legt. Klassische Stoffe und Texte werden aus dem Hier und Jetzt heraus befragt und erfahren eine Neudichtung oder Übertragung. Mit der Uraufführung von Ewald Palmetshofers für das Residenztheater als Auftragswerk entstandenem Theatertext „Die Verlorenen“ wurde die erste Spielzeit der neuen Intendanz am 19. Oktober 2019 im Residenztheater eröffnet.

## Verein der Freunde des Bayerischen Staatsschauspiels e. V.
Der Verein wurde am 21. Oktober 1976 von den damaligen bayerischen Landtagsabgeordneten Jürgen Böddrich (SPD), Roland-Friedrich Messner und Erich Schosser (CSU), dem Bankier Wilhelm Arendts, dem Verleger Günter Olzog, dem Schauspieler Karl Lieffen und dem damaligen Ministerialdirektor Lothar Müller vom bayerischen Kultusministerium gegründet. Gründungsvorsitzender war Roland-Friedrich Messner. Es folgten 1982 Günter Olzog, 1990 Hermann Clemm, 1997 Reinhard Hinne, 2006 Kurt Baike, 2009 Horst Avenarius, 2012 Stefan Meissner. Seit 2018 ist Marissa Biebl Erste Vorsitzende des Vereins. Zeitweise gehörten die Schauspieler Christine Ostermayer und Martin Benrath dem Vereinsvorstand an.
Der Verein unterstützt die Theaterarbeit insbesondere durch die Förderung verschiedener Projekte.
Der Verein vergibt seit 1997 jährlich im Gedenken an den früheren Intendanten Kurt Meisel den mit 5.000 Euro ausgestatteten Kurt-Meisel-Preis zur Anerkennung großer Schauspielkunst sowie seit 1999 in der Regel jährlich zwei mit je 3.000 Euro ausgestattete Förderpreise für herausragende künstlerische Leistungen am Bayerischen Staatsschauspiel. Zwischen 1983 und 1996 wurde unregelmäßig ein Preis des Vereins für eine herausragende schauspielerische Leistung vergeben, im Jahr 2021 erstmals der „Resi sendet – Digitalpreis 2021“.